# Brian Krzanich
Brian Krzanich, né le 9 mai 1960, est un ingénieur et dirigeant d'entreprise américain. En mai 2013 il succède à Paul Otellini à la tête du géant des semi-conducteurs Intel, dont il devient le sixième PDG. 

## Biographie

### Formation
Brian Krzanich est diplômé de l’Université d'État de San José en 1982, et possède un doctorat en Chimie.

### Carrière chez Intel
Brian Krzanich commence sa carrière en 1982 en tant qu'ingénieur chez Intel, au Nouveau-Mexique. Il obtient différents postes et plusieurs promotions au cours des années 80 et 90 avant de devenir entre 1994 et 1996 le responsable de la manufacture dans l'usine Fab 12 en Arizona. 
Brian Krzanich devient par la suite le responsable de la mise en place de nouvelles usines de fabrication. En 2001, il est responsable de l’implémentation d’une nouvelle technologie de processeurs dans tout le réseau d’usines d’Intel.  
En 2005, il est promu vice-président de l’entreprise. À partir de 2010, il obtient le poste de vice-président senior, puis celui de directeur général chargé de la chaîne de production aux États-Unis et à l'international. En 2012, il devient directeur général d’Intel Corporation, puis vice-président exécutif et président-directeur général le 16 mai 2013. Il succède ainsi à Paul Otellini et devient le 6e président-directeur général du groupe.
Le 21 juin 2018, il démissionne de son poste après la découverte d'une ancienne relation intime avec une employée dont il était le supérieur direct ou indirect, chose strictement interdite dans la politique interne d'Intel. Il est remplacé, en intérim, par Robert Swan, CFO de l'entreprise.

## Vie privée
Il est marié et père de deux enfants. 